# Rusazus
Rusazus ou Rusadus est une ancienne cité située près du cap Corbelin, sur la côte nord de l'Algérie, à proximité de la ville actuelle d'Azeffoun, dans la wilaya de Tizi Ouzou.  Fondée à l'origine par les Phéniciens, elle a ensuite été contrôlée par les Carthaginois, puis intégrée à l'Empire romain.

## Étymologie
ršz (phénicien : 𐤓𐤔𐤆) était le nom phénicien et punique du cap Corbelin et signifiait « cap du Fort » ou « cap du fortin ». Il fut hellénisé en Rhousazoûs (grec ancien : Ῥουσαζοῦς) et latinisé sous diverses formes : Rusazus, Rusazu, Rusazis, Ruseius, et Rusadum.
Quant à savoir quel « Fort » était visé, Edward Lipinski avance que le nom même d’Azeffoun pourrait être un souvenir berbère d’un toponyme punique honorant Baal Zephon (en), considéré comme un patron du commerce maritime. Il admet cependant qu’en l’absence d’inscription, une simple assonance reste possible.

## Histoire
Rusazus fut fondée comme une colonie phénicienne le long de la route commerciale reliant le détroit de Gibraltar à la Phénicie. Elle se composait d’un petit fort au sud du cap Corbelin. Elle passa par la suite sous le contrôle de l'Empire carthaginois, probablement au cours du VIe siècle av. J.-C.
Sous les Romains, elle fut érigée en colonie romaine sous le règne d’Auguste. Elle fut intégrée à la Maurétanie Césarienne après 44 apr. J.-C.
Du temps de 'Empire romain, elle devient une base militaire très stratégique en raison de sa situation géographique, bordée au nord par la mer Méditerranée, au sud par des montagnes s'élevant à 500 m d'altitude et à l'est par la région de Saldae une colonie des vétérans qui a marqué son passage dans l'histoire de l'Algérie.
La ville aurait été confiée vers le IIe siècle à un chef local, Aurelius Rulasen ex prefectura.
À l’Antiquité tardive, elle fit partie du royaume vandale avant la reconquête de l’Afrique par l’Empire byzantin. Elle fut envahie par le califat omeyyade au VIIe siècle.

## Vestiges archéologiques
Les ruines de Rusazus comprennent une nécropole, des thermes, des temples et des remblais datant de l'époque romaine. Des objets archéologiques continuent d'être découverts lors de travaux agricoles ou de construction dans la région.
Un grand nombre d'objets remontent à la surface ici et là au gré des fouilles impromptues entreprises par les habitants autochtones lors de travaux divers : labours, construction de maisons, etc. Faute d'un sauvetage du site archéologique par les autorités, c'est sur les ruines de Rusazus que sera construit par Farouk, il y a de cela quelques siècles, le village kabyle de Thaddart Ouzzefoun, qui fait partie des deux principaux sites archéologiques avec les allées d’Aït Rhouna. Il n'est pas rare de rencontrer des traces vivaces de la présence romaine en visitant une vieille maison de style kabyle ou une villa en béton.

## Diocèse
La ville romaine possédait un évêché chrétien (latin : Dioecesis Rusaditana). Il fut rétabli au XXᵉ siècle comme siège titulaire de l’Église catholique romaine.

### Liste des évêques
- Idonio, qui prit part au concile de Carthage de 484 convoqué par Huneric, à l'issue duquel il fut exilé
- Agapito Augusto Fiorentini (1902–1941)
- Juan Tarsicio Senner (1942–1951)
- Joseph Howard Hodges (en) (1952–1962)
- Pavol Mária Hnilica (1964–2006)
- Pascal Jean Marcel Wintzer (2007–2012)
- Georges Abou Khazen (en) (2013–présent)